# Samsung Galaxy S4
Samsung Galaxy S IV a fost prezentat pentru prima dată pe 14 martie 2013 la New York., fiind succesorul lui Samsung Galaxy S III. S4 a fost pusă la dispoziție la sfârșitul lunii aprilie 2013, pe 327 de rețele la nivel mondial și în 155 de țări.
Telefonul dispune de caracteristici software Air Gesture, Smart Stay și Smart Scroll, camera de pe spate 13-megapixeli și de un ecran de 5 inchi. 
S4 are două versiuni majore, unul dispune de un Snapdragon quad-core 600, iar cealaltă oferă un Exynos 5 Octa.
Samsung Galaxy S4 a devenit primul smartphone care a obțut certificatul ecologic de la TCO.
S4 vine cu 16 GB, 32 GB sau 64 GB de memorie internă care poate fi suplimentat cu până la un 64GB prin intermediul unui card microSD.
Galaxy S4 susține formatul High Efficiency Video Coding (HEVC).
Acumulatorul poate fi încărcat fără fir cu ajutorul unui pad special de încărcare Qi (comercializat separat) care utilizează rezonanța magnetică pentru a produce un câmp magnetic prin care puterea poate fi transferată.
Samsung Galaxy S4 a fost vândut în aproximativ 45 de milioane de exemplare în toată lumea, fiind unul dintre cele mai bine vândute telefoane din lume.